# Tilapia sp. nov. 'jewel'
Tilapia sp. nov. 'jewel é uma espécie de peixe da família Cichlidae.
É endémica de Camarões.